# Dundas (Minnesota)
Dundas es una ciudad ubicada en el condado de Rice en el estado estadounidense de Minnesota. En el Censo de 2010 tenía una población de 1367 habitantes y una densidad poblacional de 275,18 personas por km².

## Geografía
Dundas se encuentra ubicada en las coordenadas 44°25′39″N 93°12′13″O / 44.42750, -93.20361. Según la Oficina del Censo de los Estados Unidos, Dundas tiene una superficie total de 4.97 km², de la cual 4.97 km² corresponden a tierra firme y (0%) 0 km² es agua.

## Demografía
Según el censo de 2010, había 1367 personas residiendo en Dundas. La densidad de población era de 275,18 hab./km². De los 1367 habitantes, Dundas estaba compuesto por el 93.93% blancos, el 0.66% eran afroamericanos, el 0.29% eran amerindios, el 1.61% eran asiáticos, el 0% eran isleños del Pacífico, el 2.19% eran de otras razas y el 1.32% pertenecían a dos o más razas. Del total de la población el 4.61% eran hispanos o latinos de cualquier raza.